# New Burnside
New Burnside – wieś w Stanach Zjednoczonych, w stanie Illinois, w hrabstwie Johnson.